# Nej, låt dig ej förhårdna
Nej, låt dig ej förhårdna, som dikt Uppmuntran, är en psalm med text och musik av Wolf Biermann. Texten är översatt till svenska av P.O. Enquist och Caj Lundgren. Texten är hämtad ur Hesekiel 17:24, Romarbrevet 12:21 och Efesierbrevet 4:31–32. I Herren Lever är koralsatsen skriven av Ingemar Braennstroem. Musikarrangemanget i Psalmer i 2000-talets koralbok är gjort av Britta Snickars. 
En utförlig artikel (på tyska) om sången finns på Ermutigung (Biermann). 

## Publicerad i
- Herren Lever som nummer 919 under rubriken ”Tillsammans i världen - Fred - frihet - rättvisa”.[1]
- Psalmer i 2000-talet som nummer 824 under rubriken ”Människosyn, människan i Guds hand – MELLAN ONT OCH GOTT”.